# Agalychnis terranova
Espèce
Agalychnis terranova est une espèce d'amphibiens de la famille des Phyllomedusidae.

## Répartition
Cette espèce est endémique de Colombie. Elle se rencontre dans les départements de Cundinamarca et d'Antioquia de 380 à 900 m d'altitude dans la vallée du río Magdalena.

## Publication originale
- Rivera-Correa, Duarte-Cubides, Rueda-Almonacid & Daza-Rojas, 2013 : A new red-eyed treefrog of Agalychnis (Anura: Hylidae: Phyllomedusinae) from middle Magdalena River valley of Colombia with comments on its phylogenetic position. Zootaxa, no 3636, p. 85–100.